# Ivan Ljubičić
Ivan Ljubičić (Banja Luka, 19. ožujka 1979.) umirovljeni je hrvatski tenisač.
Ljubičić je počeo igrati na ATP turnirima 1995. godine. Najbolji ranking karijere mu je bio 3. mjesto u svibnju 2006. godine, i to je povijesno drugi najbolji rezultat jednog hrvatskog tenisača (nakon Gorana Ivaniševića koji je jednom bio broj 2).
Godine 2004. na Olimpijskom teniskom turniru u Ateni osvojio je brončanu medalju u igri parova zajedno s Mariom Ančićem. Godine 2005. je kao najbolji igrač hrvatske reprezentacije osvojio prvi hrvatski Davis Cup, skupa s Mariom Ančićem, Goranom Ivaniševićem, Ivom Karlovićem i izbornikom Nikolom Pilićem.
Na ATP Entry ljestvici je krajem rujna 2005. bio rankiran kao 15. igrač na svijetu, da bi 2005. godinu završio je među 10 najboljih tenisača svijeta. U 2006. je neko vrijeme bio 2. igrač na ATP Race listi (odmah iza Federera).
U paru s Mariom Ančićem dobitnik je Državne nagrade za šport "Franjo Bučar" 2004.
Najveći uspjeh karijere je osvajanje turnira Masters serije 1000 u američkom Indian Wellsu gdje je 21. ožujka 2010. godine u finalu pobijedio Andyja Roddicka rezultatom 2:0 u setovima (7:6, 7:6).

## Životopis
Ivan Ljubičić rođen je 19. ožujka 1979. u Banjoj Luci kao drugo dijete u obitelji oca Marka, majke Hazire i tri godine starijeg brata Vladana. Upravo u krugu obitelji donesena je odluka o bavljenju tenisom. U ljeto 1988. godine, za školskih praznika, otac Marko je smatrao da je vrijeme da se sinovi počnu baviti sportom. Stariji brat Vladan se odmah odlučio za nogomet, a Ivan za - tenis. Nimalo slučajno, na televiziji se prenosio Wimbledon. Ivan je tako počeo trenirati s devet godina, a jedan od velikih uzora i razloga za početak bio je Stefan Edberg. Prve teniske korake Ivan je načinio u klubu "Mladen Stojanović" u Banjoj Luci, pod paskom svojih prvih trenera Vojina Sukala i Fahret Bahtijarevića. Kao i svi početnici, Ivan je krenuo s radom u grupi. Brzo je učio i napredovao, pa je time pokrio relativno kasniji početak druženja s tenisom. Ubrzo su krenule prve privatne "štunde", a prvi naslov stiže upravo u rodnom gradu, gdje je Ivan osvojio turnir tenisača do 12 godina uz jednu zanimljivost. Zbog zanoktice morao je držati reket s četiri prsta. Prvi pehar osvojen je 1990. godine u Prijedoru, na prvenstvu BiH, gdje je igrao završnicu, u kojoj je izgubio od Mirka Pehara, ljutog protivnika u ranim danima karijere. Prvi rezultat međunarodnog karaktera ostvaren je u Beogradu, Ivan je postao pobjednik "Rucanor Cupa", zaradivši 1.500 DM. Bila je to prva Ivanova zarada na turnirima. Utrošena je na zlatni lančić, koji je za uspomenu zasjao oko njegovoga vrata.

### Bijeg iz Banje Luke
Ti uspjesi bili su dobar znak za oca Marka, koji je osjetio da bi Ivan u tenisu mogao nešto značajnije napraviti. Nije sina morao tjerati, Ivan je već onda bio "mini profesionalac". U to vrijeme već se počinju nazirati problemi u Bosni i Hercegovini, koji su nepunu godinu kasnije eskalirali u rat. U svibnju 1992. godine obitelj odlučuje da je najbolje rješenje napustiti Banju Luku. No, nisu mogli iz grada izaći svi, otac Marko Ljubičić morao je ostati. Ivan se s majkom i bratom našao u autobusu, koji je samo žene i djecu vozio u zračnu luku, gdje je čekao zrakoplov za let prema Beogradu. Majka Hazira je plakala, znajući da je to definitivan odlazak. Putovanje do zračne luke bilo je depresivno, s puno plača, s nekoliko zaustavljanja na barikadama. Zrakoplov je u Beogradu sletio oko deset sati ujutro, a nakon cijelog dana provedenog na autobusnom kolodvoru, gdje su Ivan i Vladan poslušali očev savjet da majku ne puštaju samu, u ponoć se preko Mađarske krenulo prema Sloveniji. Autobus je zastao na granici, zbog registarskih oznaka nije mogao ući u Sloveniju.  Obitelj Ljubičić je granicu prešla pješice, ukrcala se u drugi autobus te krenula prema Ljubljani, gdje su ostali tjedan dana, dok se nije u Rijeci priredio smještaj za njih. Poslije mjesec dana u Rijeci, Ljubičići su završili u Opatiji, u hotelu "Astoria", zajedno s ostalim prognanicima. Ivan se nije žalio, nedostajao mu je jedino otac. Mogao je igrati tenis, parove s veteranima u opatijskome klubu, iskoristiti ljeto za kupanje. Tenis tada ipak nije bio prioritet, Ivan je trenirao samo povremeno, uz trenera Branka Picula.

## Ponovno zajedno
Nakon šest teških mjeseci razdvojenosti, za kojih su samo nekoliko puta uspjeli čuti vijesti o ocu, obitelj se u studenom 1992. konačno našla na okupu. Najteža vremena bila su prošlost...  Obitelj se iz Opatije preselila opet u Rijeku, gdje se rodila i ljubav što i danas traje. Ali, obitelj nije dugo ostala zajedno. Naime, u travnju 1993. godine Ivan, zajedno s još nekolicinom izbjeglih bosanskih igrača, prihvaća poziv Carla Brucciera, predsjednika talijanskog kluba "Le Pleiadi"  u Montcalieriju pored Torina. Tamo će provesti skoro tri godine za koje danas kaže da su bile ključne za njegovo odrastanje kao čovjeka i igrača. Kada je stigao u Torino, Ivan nije znao ni riječi talijanskog, nije dobio igračku karticu koja bi mu omogućila predstavljanje kluba na turnirima i jedino čemu se mogao okrenuti bio je trening. Šest igrača i dvije igračice bili su smješteni unutar kluba, iz kojeg Ivan prvih mjeseci gotovo i nije izlazio, većinu sati provodio je na terenu. Dva igrača ubrzo su otišli u SAD, jer klub, koji ih je dobro primio, brinuo se da svi imaju smještaj i hranu,  imao je i finacijskih problema. Ivanu je trener bio Mirza Hrnjadović s kojim je zajedno i došao u Italiju, a s njim je radio i Andrea Taragni. U tim danima samoće Ivan je donio jednu važnu odluku. Igrat će za Hrvatsku.  Ubrzo postaje prvak Hrvatske u konkurenciji do 16 godina (jedino koje je osvojio od 7-8 odigranih finala) i to upravo u Rijeci 1995. godine. Iste godine u "susjedstvu" osvaja prve ATP bodove na - Istarskoj Rivijeri. Kao prvi igrač juniorske reprezentacije Hrvatske osvaja Winter Cup (Europsko dvoransko prvenstvo do 16 godina), a zatim u paru sa Željkom Krajanom osvaja neslužbeno svjetsko prvenstvo do 16. godine - "Orange Bowl".  U hrvatskom finalu porazili su par Kutanjac-Ančić. 
- Nije bilo lako u svim tim godinama djetinjstva - kaže Ivan. - Cijelog života imat ću posljedice drugačijeg toka života u odnosu na druge. Nisam baš imao puno opcija kada se moralo odlučivati što ću raditi u životu. Ispalo je pozitivno, ne mogu se žaliti, ali toliko je tenisača koji nisu uspjeli.

## Finale juniorskog Wimbledona
Obitelj je 1996. godine doživjela još jedno preseljenje, iz Rijeke u Zagreb, u koji dolazi i Ivan i postaje član "Mladosti", gdje mu je trener bio Neven Hodalić. Na juniorskim ITF turnirima sve je više uspjeha, Ivan osvaja naslov u Prattu, a potom   postiže svoj najveći juniorski uspjeh, igra finale Wimbledona u kojem je poražen od Bjelorusa Volčkova. Titula na velikom juniorskom turniru "Eddie Harre" u Miamiju, u predvečerje "Orange Bowla", te polufinale Australian Opena 1997. godine, zajedno sa svim prijašnjim uspjesima, donose mu mjesto drugoga juniora svijeta. Nije samo HTS pomogao u financiranju juniorskih turnira, javio se i  "Pro Serve", koji je Ivanu dao određenu svotu novca koju je kasnije trebalo vratiti. Nakon Rijeke - Italija, nakon Zagreba - Italija. U proljeće 1997. godine uspostavljeni su prvi kontakti s Riccardom Piattijem. Ivan je počeo raditi s talijanskim trenerom, čije je okruženje imalo veliki utjecaj na razvoj Ivanove igre. Naime, Piatti je trenirao nekoliko ponajboljih talijanskih tenisača poput Renza Furlana, Stefana Pescosolida, Christiana Carattija i Omara Camporesea.  Ivan i još dva talijanska igrača u "momčadi", takav je bio prvi dogovor. Ivanu nije smetao, jer Piatti je jedan od najpriznatijih talijanskih teniskih stručnjaka,  koji je trenirao gotovo sve najbolje talijanske igrače devedesetih. Od listopada 1997. Piatti se potpuno posvetio Ivanu. Imao je dovoljno razloga, recimo challenger u Zagrebu... Nakon predaje u četvrtfinalu juniorskog Roland Garrosa zbog bolesti, Ivan se vraća u Zagreb i na turniru nagradnoga fonda od sto tisuća dolara, dolazi do - finala. U završnici Ivan gubi od Alberta Berasateguija, koji je tada bio 15. igrač svijeta. Ivan tu godinu završava kao 289. igrač svijeta. Godina 1998. bila je teška za Ivana, igrao je satelite i manje challengere. Osvojio je svoj prvi i jedini satelit u životu, u Dalmaciji, godinu završio na 293. mjestu, ali nešto nije štimalo. - Nisam shvatio što Riccardo traži od mene. Do tada sam igrao na instinkt i bilo je dobro. No, Riccardo me počeo učiti neka teniska pravila za koje nisam znao - kaže Ivan. - Završio sam godinu niže nego prethodnu. Nije bilo panike, samo razočaranje. Znao sam da je problem samo u meni.

## Prijelomna 1999.
Uslijedila je prijelomna sezona u Ivanovoj karijeri - 1999. godina. Serija odličnih rezultata počinje na dva futuresa u Zagrebu, na kojima ostvaruje deset pobjeda zaredom. Prije toga Ivan je odigrao dva futuresa u Engleskoj, na kojima nije bilo previše uspjeha, samopouzdanje je bilo na dnu. No, serija je krenula s Kunjicinom, s kojim je trenirao, jer Rus je bio također jedan od štićenika Piattija. Sve se posložilo, ne samo u Zagrebu, nakon kojega Ivan odlazi na challenger u Besancon.  Zapamtit će Ivan Francusku,  Besancon je značio prvi naslov na challengerima. Osvojio ga je iz - kvalifikacija. Dogurao je do 18 pobjeda u nizu, još je dvije dodao u kvalifikacijama ATP turnira u Casablanci. U trećem kolu stigao je kraj, jači je bio - Juan Carlos Ferrero. Španjolac koji je stigao sa satelita, gdje je osvojio sva četiri turnirira,  a pet godina kasnije postat će pobjednik Roland Garrosa i prvi tenisač svijeta. - Nisam se tada uopće pripremio za zemlju, poslije prvoga susreta u Casablanci uhvatili su me grčevi - prisjeća se Ivan. Monte Carlo bila je sljedeća velika stanica. Zahvaljujući Francuzu Nicolasu Escudeu, koji se nije pojavio, Ivan je upao u kvalifikacije tadašnjeg Super 9 turnira (danas Masters Series) i pobijedio Argentinca Callerija i Rusa Čerkasova, probivši se u glavni turnir, gdje je skinuo prve "velike skalpove". U prvom kolu pobjeđuje Andrija Medvedeva, u drugom Jevgenija Kafeljnikova (6:1, 6:2),  koji tjedan dana kasnije postaje prvi tenisač svijeta.

## Veliki skok
- Kafeljnikov je tada bio drugi tenisač svijeta i nisam imao ništa za izgubiti. Tada su još postojali bonus bodovi, posije Monte Carla načinio sam veliki skok - kaže Ivan. - Najteže je od otprilike 150. mjesta ući među sto najboljih, a ja sam, nakon polufinala Umaga, u kojem sam izgubio od Magnusa Normana, godinu završio na 77. mjestu. U 2000. godini Ivan je odigrao dva polufinala (Sydney i Bastad), te tri četvrtfinala ATP turnira (Marseille, Kopenhagen i Brighton), ali za najveći uspjeh sezone smatra treće kolo olimpijskog turnira. Kao i za svakog drugog sportaša, tako i za Ivana to natjecanje ima posebnu draž i posebno značenje, te željno i očekuje nastup u Ateni 2004. godine. Opet Francuska. Nije Besancon, ali nije daleko. Lyon. U tom gradu Ivan osvaruje najveći uspjeh u dosadašnjoj karijeri, osvaja 800.000 dolara vrijedan ATP turnir. Na putu do naslova Ivan je pobijedio Gustava Kuertena, Gastona Gaudija, Marata Safina i na kraju Younesa El Aynaouija. Nakon Lyona Ivan je prvi put ušao među 30 najboljih tenisača svijeta, osvanuo je u ponedjeljak, dan kasnije, na 29. mjestu. Godinu je Ivan završio na 37. mjestu, nakon što je Lyonu dodao još sedam četvrtfinala (Adelaide, Rotterdam, Miami kao sretni gubitnik, St. Polten, Gstaad, Umag, Cincinnati). U 2002. godini, koju je okončao na 49. mjestu, drugom po broju asova (iza Australca Arthursa), Ivan upisuje dva polufinala (Rotterdam, Gstaad)  i četiri četvrtfinala (Adelaide, Dubai, Umag, Tashkent) na ATP turnirima, te napokon uspijeva proći prvo kolo na jednom Grand Slam turniru. Stiže do trećeg kola Australian Opena, gdje gubi u pet setova od Waynea Ferreire u "dobivenom" meču.

## Najteži porazi i najdraže pobjede
- To mi je najteži poraz u karijeri - kaže Ivan. - Na drugome je mjestu poraz od Vincea Spadee u Monte Carlu 2003.  godine. U obje utakmice imao sam meč lopte. Na trećem je mjestu poraz od Ketole u Helsinkiju, u Davis Cupu. Tri najdraže pobjede su mi ona nad Kafeljnikovim u Monte Carlu, s početka karijere, bila je to premijera nečeg važnog. Drugo mjesto pripada svim pobjedama u Lyonu 2001. godine, a na trećem je mjestu Santoro s U.S. Opena 2002. godine. Razlog? Bio je to meč koji sam odigrao najbolje u karijeri. Do sada je Ivan pobijedio puno igrača koji su bili među deset najboljih (Agasssi, Ferrero, Kafelnikov, Safin, Moyá, Federer, Haas, Ivanišević...) i s većinom njih ima pozitivan omjer pobjeda i poraza. Ali, nije imao priliku niti će je više ikad imati sastati se s Peteom Samprasom, igračem koji mu je bio najveći uzor i kojemu se najviše divio. Ostavio je Ivan trag i u Davis Cupu. U ožujku 2005. postao je tek deveti igrač u povijesti koji je u svjetskoj skupini Davis Cupa osvojio sva tri boda za svoju zemlju, a to je napravio protiv zemlje koja je najviše puta u povijesti osvajala taj pehar, SAD-a. Hrvatska je drugu godinu uzastopce postala četvrtfinalist svjetske skupine, za što velike zasluge ima Ivan. - Davis Cup donosi drugačiji naboj u odnosu na turnire - kaže Ivan. - Ako je tenisač visoko rangiran, Davis Cup može ponekad smetati u rasporedu. Malo mi je čudno što tada u blizini nema Riccarda,  ali u napornoj sezoni nije loše odvojiti dva tjedna za reprezentaciju, pogotovo kada ima uspjeha. Imao sam sreću što sam protiv Amerikanaca bio u dobroj formi. U Davis Cupu ne ovisiš samo o sebi, moraš se prilagoditi ekipi. Dvaput smo dogurali do čevrtfinala, s krnjavom ekipom, s ozlijeđenim Goranom Ivaniševićem, koji je polako na odlasku. No, došao je Mario Ančić, sada je tu i Marin Čilić.  Imamo igrače za sve podloge, nismo lagan ždrijeb niti na zemlji.

## Priča o Lyonu 2001.
Jedan grad ipak ostaje poseban u Ivanovoj karijeri. Lyon! Evo Ivanove priče... -  Igrao sam finale challengera u Grenobleu, na silno brzoj podlogi. Sjeli smo poslije finala u automobil, prešli sto kilometara do Lyona. Ždrijeb? Gustavo Kuerten u prvome kolu, u utorak.  U ponedjeljak sam odradio tri treninga, što baš nije običaj. Posljednji od 23.30, nakon posljednje utakmice. Prebacio sam dvije lopte i pozvao Riccarda. Valjda prvi put. Kuertenu sam ukrao prvi set, u drugome sam ga uništio. Uslijedio je Francuz Bennetau, dobio sam 7:5, 7:5 na iskustvo.  U četvrtfinalu me čekao Gaudio, koji prije toga nije odigrao meč u dvorani. Dobio sam relativno lako prvi set, u drugom je nastalo natezanje. Izgubio sam "tie break". U trećem setu, umoran još od Grenoblea, pogledao sam prema treneru i pokazao mu da više ne mogu. Gaudio mi je darovao gem, a ja sam ni kriv ni dužan dobio treći set sa 6:1. Subota je donosila Marata Safina, od kojega sam nedugo prije toga na U.S. Openu izgubio poslije četiri "tie breaka".   Izgubio sam i peti "tie break" u nizu od njega.    Valjda zato što nisam previše ni vjerovao. Sjećam se pressice, izjavio sam tada da je polufinale dobar rezultat. U drugome setu čvrsto sam držao servis i opet smo morali u "tie break". Dobro, Safin je imao priliku, 15:30 kod 6:5, nakon što je pogodio "passing" kroz noge poslije mojega loba. Ipak, izvukao sam se, kao i nakon zaostatka 1:3 u odlučuućoj igri. Dobio sam šest poena zaredom za jednu minutu, nakon što je Safin promašio lagani "forehand". U trećem setu poveo sam 3:0, no Safin je uzvratio, izjednačio na 4:4. Imao je u devetome gemu 0:40, ali izvukao sam se servisima i smicalicama. Opet smo došli do "tie breaka". Sedmi set zaredom u dva međusobna susreta. Kod 5:5 mi je zabio as. Na meč loptu došao mi je naprijed u izmjeni, odigrao sam mu "backhandom" pod noge, tako nisko da je lopta pogodila vrh mreže. Uspio je reagirati,  odigrao mi je na "forehand", a ja sam pogodio nemoguće. Iz trka! Potom sam dobio poen servisom, zaradivši meč loptu.  Na njegov drugi servis odigrao sam mu na "backhand", a on je - zatresao mrežu. Napokon finale! Za suparnika sam želio El Aynaouija, a Malisse je imao set i 4:1. Želja mi se ipak ispunila. Prije finala bio sam nervozan, ali meč sam odigrao kao u transu. Odlično sam servirao i relativno lagano dobio, iskoristivši rupu Marokanca na "backhandu". Bio je to Ivanov najveći teniski tjedan. Sve je počelo s Gugom. - Kada smo izašli na teren, deset tisuća gledatelja je vrištalo. Bio je to jedan od najljepših trenutaka u mojoj karijeri. Za takve trenutke igraš tenis.a

## Osvojeni ATP turniri

### Pojedinačno (10)
| Br. | Nadnevak            | Turnir           | Suparnik u finalu   | Rezultat            |
| 1.  | 8. listopada 2001.  | Lyon             | Younes El Aynaoui   | 6:3, 6:2            |
| 2.  | 9. listopada 2005.  | Metz             | Gaël Monfils        | 7:6(7), 6:0         |
| 3.  | 16. listopada 2005. | Beč              | Juan Carlos Ferrero | 6:2, 6:4, 7:6(5)    |
| 4.  | 8. siječnja 2006.   | Chennai          | Carlos Moyá         | 7:6(6), 6:2         |
| 5.  | 5. veljače 2006.    | Zagreb           | Stefan Koubek       | 6:3, 6:4            |
| 6.  | 15. listopada 2006. | Beč              | Fernando Gonzales   | 6:3, 6:4, 7:5       |
| 7.  | 6. siječnja 2007.   | Doha             | Andy Murray         | 6:4, 6:4            |
| 8.  | 23. lipnja 2007.    | 's-Hertogenbosch | Peter Wessels       | 7:6(5), 4:6, 7:6(4) |
| 9.  | 1. studenog 2009.   | Lyon             | Michaël Llodra      | 7:5, 6:3            |
| 10. | 21. ožujka 2010.    | Indian Wells     | Andy Roddick        | 7:6, 7:6            |

### Svi finali
| Broj | Datum                | Turnir                | Podloga | Protivnik u finalu | Rezultat                   |
| 1.   | 12. siječnja, 2004.  | Doha, Katar           | Tvrda   | Nicolas Escudé     | 6:3, 7:6(4)                |
| 2.   | 10. siječnja, 2005.  | Doha, Katar           | Tvrda   | Roger Federer      | 6:3, 7:6(4)                |
| 3.   | 14. veljače, 2005.   | Marseille, Francuska  | Tvrda   | Joachim Johansson  | 7:5, 6:4                   |
| 4.   | 21. veljače, 2005.   | Rotterdam, Nizozemska | Tvrda   | Roger Federer      | 5:7, 7:5, 7:6(5)           |
| 5.   | 28. veljače, 2005.   | Dubai, UAE            | Tvrda   | Roger Federer      | 6:1, 6:7(6), 6:3           |
| 6.   | 24. listopada, 2005. | Madrid, Španjolska    | Tvrda   | Rafael Nadal       | 3:6, 2:6, 6:3, 6:4, 7:6(3) |
| 7.   | 7. studenog, 2005.   | Pariz, Francuska      | Tvrda   | Tomáš Berdych      | 6:3, 6:4, 3:6, 4:6, 6:4    |
| 8.   | 3. travnja, 2006.    | Miami, SAD            | Tvrda   | Roger Federer      | 7:6(5), 7:6(4), 7:6(6)     |
| 9.   | 2. listopada, 2006.  | Bangkok, Tajland      | Tvrda   | James Blake        | 6:3, 6:1                   |
| 10.  | 5. veljače, 2007.    | Zagreb, Hrvatska      | Tepih   | Marcos Baghdatis   | 7:6(4), 4:6, 6:4           |
| 11.  | 26. veljače, 2007.   | Rotterdam, Nizozemska | Tvrda   | Mihail Južnji      | 6:2, 6:4                   |
| 12.  | 1. ožujka, 2008.     | Zagreb, Hrvatska      | Tvrda   | Serhij Stahouski   | 7:5, 6:4                   |

## Trenerska karijera
Bio je trener Miloša Raonića i Rogera Federera. S potonjim je osvojio 3 Grand Slam-a i vratio ga na prvo mjesto ATP ljestvice. Raonića je doveo do četvrtog mjesta ATP ljestvice, samo mjesto lošije od njegovog najboljeg rankinga u karijeri.

## Vanjske poveznice
- Službene stranice  Arhivirana inačica izvorne stranice od 10. travnja 2007. (Wayback Machine)